# Chilla (Einheit)
Chilla war eine Volumeneinheit in San Sebastian. Verwendung fand das Maß  für Getreide.
- 1 Chilla = 0,864 Liter